# Giovanni Di Iacovo
Giovanni Di Iacovo (Pescara, 11 dicembre 1975) è uno scrittore e politico italiano.

## Biografia
Giovanni Di Iacovo vive tra Pescara e Berlino, il suo esordio come scrittore avviene nel 1998 con il volume Sporco al sole. Racconti del sud estremo pubblicato da Besa.
Nel 2006 ha pubblicato per Palomar il romanzo Sushi Bar Sarajevo che ha vinto il premio De Lollis opera prima.
Nel 2010 ha pubblicato, per Castelvecchi, il romanzo Tutti i poveri devono morire.
Nel 2013 è uscito per Zero91 il romanzo La Sindrome dell'Ira di Dio. Lo stesso anno è uscito il racconto-intervista Nella carne dei miei sogni scritto insieme al giornalista Simone Gambacorta.
Nel 2014 è uscito il romanzo Labbra al Neon per GZ Editori e successivamente Noi siamo la notte. Viaggio nelle culture goth e industrial per l'editore Galaad.
Nel 2018 pubblica per Castelvecchi il suo romanzo Confessioni di Uno Zero da cui, l'anno successivo, viene tratto un omonimo film per il cinema che vincerà i festival del cinema di Belgrado e Singapore.
Ha fondato nel 2002 il festival delle letterature FLA, che si svolge ogni anno a Pescara.
È stato vincitore della selezione italiana di narrativa della Biennale dei Giovani Artisti dell'Europa e del Mediterraneo (Bjcem), Sarajevo 2001.
Nel 2006 è risultato vincitore del Premio Teramo con il racconto Il volo del serpente tatuato.
Nel 2007 ha vinto il Premio per la Pace e i Diritti umani-sezione narrativa della Regione Abruzzo. Nel 2011 vince il Premio Energheia Città di Matera e il Premio OttobreInPoesia della Città di Sassari
Nel 2013 è stato finalista del premio di letteratura nazionale della Rai La Giara ed è stato definito dalla rivista Carmilla il migliore dei giovani scrittori italiani
Nel 2015 va in onda su Rai Due la docu-fiction Offline di cui è sceneggiatore. 
Alcuni suoi testi sono stati messi in scena in Viaggio nelle Metropolis con Stefano Benni, Freak Antoni e David Riondino.
Svolge attività di ricerca in Letteratura italiana moderna e contemporanea presso l'Università Gabriele d'Annunzio di Chieti-Pescara e insegna Letteratura e Musica presso il Master in Teoria e pratica di Teatro e Musica. Dal 2021 collabora alla cattedra di Critica Letteraria Comparata (oggetto del corso: il femminicidio nei romanzi gialli e noir). Membro dello staff Cultura di Lucca Games e docente di Storia e cultura del tatuaggio e della body art presso corso di formazione europeo per operatori di tatuaggio. É autore dei testi e voce della band italo-tedesca Anticorpi. 

### Attività politica
Nel 2009 è stato eletto Consigliere Comunale di Pescara ed è stato rieletto dal 2014 assumendo la carica di Assessore alla Cultura e alla Pubblica Istruzione della città di Pescara. 
Nel 2019 Giovanni Di Iacovo è Vice Sindaco di Pescara con delega alla Crescita Culturale, fino alle successive elezioni comunali che lo vedono eletto Consigliere capogruppo di minoranza.

## Opere
Romanzi
- Sushi Bar Sarajevo, Palomar, 2006
- Tutti i poveri devono morire, Castelvecchi, 2010
- La Sindrome dell'Ira di Dio, Zero91, 2013
- Labbra al Neon, GZ Editori, 2014
- Noi siamo la notte, Galaad, 2014
- Confessioni di uno Zero, Castelvecchi, 2018

Sceneggiature televisive e cinematografiche
- Offline, Rai Due, trasmesso dal 16 luglio 2015.
- Giallo Artistico, Regia di A. Malandra, 2016.
- Confessioni di Uno Zero, Regia di A. Malandra, 2018.

Antologie di Racconti
- Sporco al sole. Racconti del sud estremo, Besa, 1998
- 11 under 30, Castelvecchi, 2000
- E morirono tutti felici e contenti, Neo, 2008

Saggi e monografie
- Nella carne dei miei sogni, libro-intervista scritto con Simone Gambacorta, Duende, 2013
- Gianni Celati. Saggista, narratore, traduttore, Editrice Gaia, 2014

Saggi in volume
- I valori della rivoluzione americana nella poesia di William Blake e negli ambienti culturali inglesi dell'epoca, Lanciano, Itinerari, n.3 2003
- Fata Morgana, Lanciano, Itinerari, n.5, 2007
- Le forme “fuga” e “vagabondaggio” nella narrativa di Pier Vittorio Tondelli, atti del convegno “Gli scrittori d'Italia. Il patrimonio e la memoria della tradizione letteraria come risorsa primaria”, Napoli, 26-29 settembre 2007
- Una Twin Peaks adriatica, in F.La Porta (a cura di), Uno Sguardo sulla città, Donzelli, 2010
- Narrativa e arte figurativa nel “Giardino” di Giorgio Bassani, in A. Mariani (a cura di), Riscritture dell'Eden. Poesia, poetica e politica del Giardino, vol.7 Led, 2015.
- Gianni Celati. Saggista, traduttore e narratore, Editrice Gaia, 2014
- Il ruolo del detective nella narrativa cyberpunk e sci-fi, in E. Ricci (a cura di), Narrazioni in Giallo e Nero, Carabba, 2020.

### Premi e riconoscimenti
- 2001 - vincitore della selezione italiana di narrativa della Biennale dei Giovani Artisti dell’Europa e del Mediterraneo, Sarajevo, con il racconto "Il Nuovo che Avanza".
- 2006 - Premio Teramo con il racconto "Il volo del serpente tatuato".
- 2006 - Premio Cesare De Lollis IV edizione con il romanzo "Sushi Bar Sarajevo".
- 2007 - Premio Pace e Diritti umani della Regione Abruzzo.
- 2011 - Premio Città di Matera (Energheia) .
- 2011 - Premio Città di Sassari (Ottobre in Poesia)
- 2013 - Finalista premio di letteratura nazionale della Rai La Giara.
- 2021 - Premio alla Carriera Labore Civitatis XXII ed. Napoli.